# Клюева, Белла Григорьевна
Бе́лла Григо́рьевна Клю́ева (4 апреля 1925, Москва, РСФСР — 25 января 2017, Москва, Российская Федерация) — советский и российский редактор и переводчик. Известна своей деятельностью по изданию, переводу и популяризации фантастики.

## Биография
После окончания школы, в начале Великой Отечественной войны ушла на фронт добровольцем. После окончания войны окончила филологический факультет МГУ. Преподавала английский язык в школе. Затем окончила аспирантуру Московского государственного педагогического института им. В. И. Ленина. Подготовила кандидатскую диссертацию по творчеству Говарда Фаста, однако не смогла защитить её из-за изменения политической конъюнктуры.
С 1958 года работала в редакции научно-фантастической литературы издательства «Молодая гвардия». Благодаря её усилиям были изданы многие произведения лучших представителей советской фантастики того времени, во главе с А. и Б. Стругацкими. Принимала активное участие в создании серии «Библиотека советской фантастики», ежегодников «Фантастика», первой в СССР подписной «Библиотеки современной фантастики» в 25 томах.
В 1974 году, после назначения на пост заведующего редакцией Ю. М. Медведева и кардинальной смены курса издательства, была вынуждена покинуть издательство.
Перейдя во вновь созданное Всесоюзное агентство по авторским правам (ВААП) в качестве эксперта по художественной литературе, она также активно способствовала продвижению советской научно-фантастической литературы за рубежом.
Занималась переводами фантастики с английского языка на русский. Переводила произведения Рэя Брэдбери, Роберта Шекли, Эрика Рассела, Бена Бовы, Лестера дель Рея и других авторов.
В 1982 году вышла на пенсию.
В 2002 году за пропаганду советской фантастики ей была присуждена премия им. И. А. Ефремова.